# Persone di nome Severino
| Questa pagina contiene informazioni ricavate automaticamente dalle voci biografiche con l'ausilio del template Bio e di un bot. L'aggiornamento è periodico e automatico e ricostruisce completamente la pagina. Se manca una persona in questa lista, sei pregato di non aggiungerla, ma accertati piuttosto che la sua voce biografica contenga il template Bio e che i dati anagrafici siano correttamente compilati. Se il template Bio manca, inseriscilo tu stesso o, in alternativa, metti l'avviso {{tmp\|Bio}} che ne segnala la mancanza. Se i dati riportati sono sbagliati, correggi direttamente la voce biografica; le modifiche saranno visibili in questa lista entro pochi giorni. Per chiarimenti vedi il progetto antroponimi. La lista contiene solo le 65 persone che sono citate nell'enciclopedia e per le quali è stato implementato correttamente il template Bio. Pagina aggiornata al 22 gen 2025. |

Questa è una lista di persone presenti nell'enciclopedia che hanno il nome Severino, suddivise per attività principale.

## Abati(1)
- Severino Boccia, abate e poeta italiano (Ascoli Satriano, n. 1620 - Napoli, † 1697)

## Allenatori di calcio(2)
- Severino Castillo, allenatore di calcio uruguaiano
- Severino Minelli, allenatore di calcio e calciatore svizzero (Küsnacht, n. 1909 - † 1994)

## Ammiragli(1)
- Severino Fallucchi, ammiraglio e politico italiano (San Nicandro Garganico, n. 1923 - Roma, † 2012)

## Arbitri di calcio(1)
- Severino Cattaneo, arbitro di calcio italiano (Milano, n. 1888)

## Architetti(1)
- Severino Grattoni, architetto, ingegnere e politico italiano (Cervesina, n. 1815 - Torino, † 1876)

## Attori(2)
- Andrés Mejuto, attore spagnolo (Olivenza, n. 1909 - Madrid, † 1991)
- Severino Saltarelli, attore italiano (Minturno, n. 1947 - Roma, † 2020)

## Calciatori(13)
- Severino Aefi, ex calciatore salomonese (n. 1970)
- Severino Cavone, calciatore italiano (Bari, n. 1923 - Bari, † 1976)
- Nino Paraíba, calciatore brasiliano (Rio Tinto, n. 1986)
- Durval, ex calciatore brasiliano (Cruz do Espírito Santo, n. 1980)
- Severino Feruglio, calciatore e allenatore di calcio italiano (Udine, n. 1919 - Udine, † 2012)
- Severino Lojodice, calciatore italiano (Milano, n. 1933 - † 2023)
- Severino Pavan, calciatore italiano (San Donà di Piave, n. 1920)
- Severino Reija, ex calciatore spagnolo (Lugo, n. 1938)
- Severino Rosso, calciatore e allenatore di calcio italiano (Vercelli, n. 1898 - Vercelli, † 1976)
- Severino Taddei, calciatore, allenatore di calcio e dirigente sportivo italiano (Reggio nell'Emilia, n. 1897 - Reggio nell'Emilia, † 1956)
- Severino Tibi, calciatore italiano (Crova, n. 1904 - Biella, † 1977)
- Severino Varela, calciatore uruguaiano (Montevideo, n. 1913 - Montevideo, † 1995)
- Severino Vasconcelos, ex calciatore brasiliano (Olinda, n. 1953)

## Canottieri(1)
- Severino Lucini, canottiere italiano (Blevio, n. 1929 - Guanzate, † 2023)

## Cardinali(1)
- Severino Poletto, cardinale e arcivescovo cattolico italiano (Salgareda, n. 1933 - Moncalieri, † 2022)

## Cestisti(1)
- Severino Radici, cestista italiano (Trieste, n. 1920 - † 2001)

## Ciclisti su strada(3)
- Severino Andreoli, ex ciclista su strada italiano (Caprino Veronese, n. 1941)
- Severino Angella, ex ciclista su strada italiano (Filattiera, n. 1935)
- Severino Canavesi, ciclista su strada e ciclocrossista italiano (Gorla Maggiore, n. 1911 - Gorla Maggiore, † 1990)

## Economisti(1)
- Severino Salvemini, economista e artista italiano (Biella, n. 1950)

## Flautisti(1)
- Severino Gazzelloni, flautista italiano (Roccasecca, n. 1919 - Cassino, † 1992)

## Fondisti(1)
- Severino Compagnoni, fondista italiano (Santa Caterina Valfurva, n. 1914 - Merano, † 2006)

## Giornalisti(2)
- Severino Cesari, giornalista e curatore editoriale italiano (Città di Castello, n. 1951 - Roma, † 2017)
- Severino Saccardi, giornalista e politico italiano (Gaiole in Chianti, n. 1949)

## Illustratori(1)
- Severino Baraldi, illustratore italiano (Sermide, n. 1930 - Milano, † 2023)

## Ingegneri(1)
- Severino Casana, ingegnere e politico italiano (Torino, n. 1842 - Montalto Dora, † 1912)

## Magistrati(1)
- Severino Santiapichi, magistrato e scrittore italiano (Scicli, n. 1926 - Modica, † 2016)

## Maratoneti(1)
- Severino Bernardini, ex maratoneta, mezzofondista e fondista di corsa in montagna italiano (n. 1966)

## Medici(2)
- Severino Antinori, medico italiano (Civitella del Tronto, n. 1945)
- Severino Delogu, medico, divulgatore scientifico e saggista italiano (Alghero, n. 1925 - Sassari, † 1990)

## Militari(2)
- Severino Merli, militare italiano (Poggio Renatico, n. 1891 - Veliki Hribach, † 1916)
- Severino Vazquez, militare spagnolo (Manzaneda, n. 1913 - Corbera d'Ebre, † 1938)

## Monaci cristiani(1)
- Severino, monaco cristiano e santo romano (Italia, n. 410 - Mautern an der Donau, † 482)

## Papi(1)
- Papa Severino, papa e vescovo (Roma - Roma, † 640)

## Pistard(1)
- Severino Rigoni, pistard e ciclista su strada italiano (Gallio, n. 1914 - Padova, † 1992)

## Pittori(1)
- Severino Saoncella, pittore, scultore e fotografo italiano (Terrazzo, n. 1906 - Terrazzo, † 1997)

## Poeti(1)
- Severino Ferrari, poeta e critico letterario italiano (Molinella, n. 1856 - Pistoia, † 1905)

## Politici(10)
- Severino Bolognesi, politico italiano (Stienta, n. 1895 - Rovigo, † 1985)
- Severino Cannelonga, politico italiano (Irsina, n. 1939)
- Severino Cavalcanti, politico brasiliano (João Alfredo, n. 1930 - Recife, † 2020)
- Severino Cavazzini, politico italiano (Ferrara, n. 1903 - Ferrara, † 1983)
- Severino Caveri, politico italiano (Ivrea, n. 1908 - Aosta, † 1977)
- Severino Citaristi, politico italiano (Villongo, n. 1921 - Bergamo, † 2006)
- Severino Galante, politico italiano (Noventa Padovana, n. 1944)
- Severino Lavagnini, politico italiano (Monte Compatri, n. 1944 - Monte Compatri, † 2003)
- Severino Sani, politico italiano (Massa Superiore, n. 1840 - Ferrara, † 1919)
- Severino Iunior, politico romano

## Presbiteri(2)
- Severino Dianich, presbitero, teologo e saggista italiano (Fiume, n. 1934)
- Severino Savi, presbitero italiano (Sampierdarena, n. 1911 - Susa, † 1997)

## Produttori discografici(1)
- Severo Lombardoni, produttore discografico italiano (Pedrengo, n. 1949 - Milano, † 2012)

## Santi(1)
- Severino di Parigi, santo e religioso franco (Parigi - Parigi)

## Sciatori(1)
- Severino Menardi, sciatore italiano (Cortina d'Ampezzo, n. 1910 - Cortina d'Ampezzo, † 1978)

## Scultori(1)
- Severino Morlin, scultore, pittore e ceramista italiano (Nove, n. 1934 - Bassano del Grappa, † 2024)

## Tipografi(1)
- Severino Di Giovanni, tipografo e anarchico italiano (Chieti, n. 1901 - Buenos Aires, † 1931)

## Vescovi(3)
- Severino di Colonia, vescovo e santo romano († 404)
- Severino di Settempeda, vescovo e santo italiano († 545)
- Severino di Bordeaux, vescovo francese (Bordeaux, † 420)